# Благодатне (Бериславський район)
Благода́тне (раніше Ґнаденфельд, № 12) — село в Україні, у Високопільській селищній громаді Бериславського району Херсонської області. Населення становить 55 осіб.

## Історія
7 (20) листопада 1917 року, відповідно до Третього Універсалу Української Центральної Ради, увійшло до складу Української Народної Республіки.
12 червня 2020 року, відповідно до Розпорядження Кабінету Міністрів України від № 726-р «Про визначення адміністративних центрів та затвердження територій територіальних громад Херсонської області», увійшло до складу Високопільської селищної територіальної громади.
19 липня 2020 року, в результаті адміністративно-територіальної реформи та ліквідації  Високопільського району, увійшло до складу Бериславського району.
Село тимчасово окуповане російськими військами 24 лютого 2022 року. Визволене через місяць окупації в кінці березня 2022 року.

## Населення
За переписом населення України 2001 року в селі мешкали 55 осіб=.

### Мовний склад
Рідна мова населення за даними перепису 2001 року:
| Мова       | Чисельність, осіб | Доля     |
| ---------- | ----------------- | -------- |
| Українська | 52                | 94,55 %  |
| Російська  | 3                 | 5,45 %   |
| Разом      | 55                | 100,00 % |